# Émilien de Nieuwerkerke
Conte Alfred Émilien O'Hara van Nieuwerkerke (Parigi, 16 aprile 1811 – Gattaiola, 16 gennaio 1892) è stato uno scultore, collezionista d'arte e funzionario francese.

## Biografia

### Origini familiari e prime scelte professionali
Di origini olandesi — suo nonno era il figlio illegittimo di un politico locale – Émilien de Nieuwerkerke era figlio di Charles (Lione, 1785 - Parigi, 1864), ufficiale legittimista olandese tornato a Parigi con Luigi XVIII nel 1815, e Louise-Albertine de Vassan (morta nel 1854), di una nobile famiglia di Soissons. Dopo essere stato paggio di Carlo X nel 1825, entrò quattro anni dopo nella scuola reale di cavalleria di Saumur, ma da legittimista abbandonò questa carriera alla caduta dell'ultimo Borbone francese che regnava (luglio 1830).
Il 30 giugno 1832, sposò al castello di Juvisy, Thécla de Monttessuy (1810-1884), sorella di Gustave de Monttessuy. La coppia si separerà in fretta per incompatibilità di umore.
Vigoroso, maestoso, con aria grandiosa, era chiamato il "bellissimo batavo". Aggiunse alla sua presenza fisica una grande amenità, un'espressione scelta e l'arte di rivolgere un complimento. I Goncourt affermarono nel loro Journal (10 novembre 1863): «sembra sia Carlo Magno che un bel cacciatore dietro le macchine».

### Scoperta della scultura
Nel 1834, durante un soggiorno di sei mesi in Italia, scopre e sviluppa la passione per la scultura antica e rimane affascinato dall'opera di Félicie de Fauveau, famosa scultrice conosciuta a Firenze. Decide di intraprendere quest'arte al suo ritorno. Prende poi alcune lezioni da James Pradier e dal barone Carlo Marochetti cercando di realizzare una statuetta di suo cugino Horace de Viel-Castel, che sarebbe stato il curatore del Musée des Souverains al Louvre nel febbraio 1853, e cronista della Corte Imperiale.
Questa occupazione, che gli conveniva per la libertà che ne derivava, lo liberava dal doversi trovare un'altra. Eseguì commissioni ufficiali ed espose al Salon a partire dal 1842 con un busto in marmo del conte Charles de Ganay.
Una delle sue opere più note è La battaglia del duca di Clarence, una copia in bronzo che si trova nella collezione reale inglese di Osborne House dal 1901. Il fondatore Susse lo curò dal 1839 al 1875.
Dalla distruzione del novembre 1870 a febbraio 1871 del suo Monumento a Napoléon I, una statua equestre alta 4,65 m, inaugurata alla sua presenza dal Principe-Presidente il 20 settembre 1852 sulla piazza più grande della penisola di Perrache — attuale Place Carnot — a Lione, l'unico esemplare è quello da lui stesso inaugurato, rappresentante l'Imperatore il 20 agosto 1854 nel centro di Place Napoléon a La Roche-sur-Yon (ex-Napoleon-Vendée), capitale e prefettura di questo dipartimento da lui fondato.
Nel 1860 il capostipite Susse lo produsse in cinque diverse misure (una copia è conservata al castello di Compiègne).
Nel 1845, durante un viaggio in Italia con Henri d'Artois, conte di Chambord, visitò a Firenze la collezione del ricco Anatole Demidoff, suddito russo nominato Principe di San Donato dal Granduca di Toscana, e amante di Valentino de Sainte-Aldegonde (1820-1891), moglie nel 1839 del 3º Duca di Dino, imparentato con Talleyrand.
Demidoff fu marito dal 1840 al 1847 di Mathilde-Létizia Bonaparte (1820-1904), nota come Principessa Matilde, unica figlia di Girolamo Bonaparte e quindi cugina di primo grado di Napoleone III. Nieuwerkerke divenne il suo amante e nel 1846 lasciò il marito per stabilirsi in un albergo al 10 di rue de Courcelles a Parigi, che lui le aveva trovato; la loro relazione durò fino all'agosto 1869.

### Una carriera da funzionario al servizio del Secondo Impero

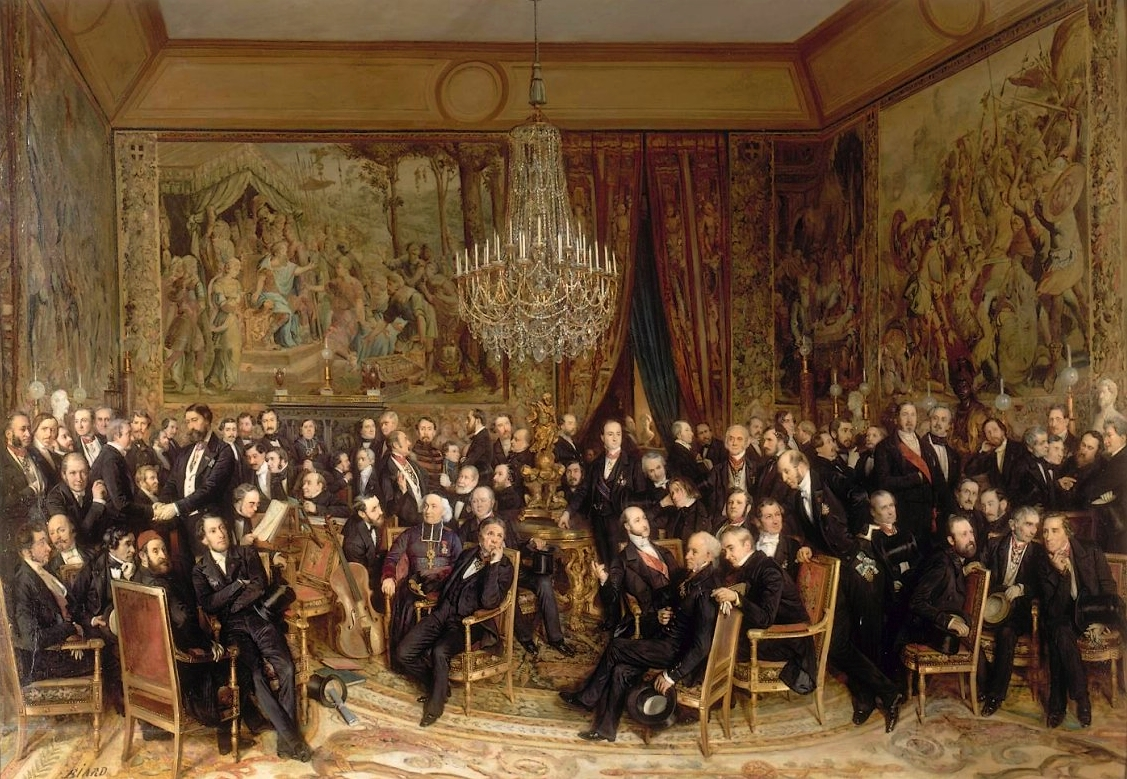
Horace Vernet, Il salotto di M. il Conte di Nieuwerkerke (1855), Palazzo di Compiègne.

A seguito dell'allontanamento dei funzionari repubblicani, la sua nomina a Direttore Generale dei Musei ha avuto effetto dal 25 dicembre 1849 e si è trasferito al Louvre il giorno successivo. Colonnello di Stato Maggiore della Guardia Nazionale, appoggiò il colpo di Stato del 2 dicembre 1851.
Membro libero dell'Accademia di Belle Arti il 19 novembre 1853, divenne amministratore delle belle arti della Casa dell'Imperatore in poi5 il 5 luglio 1853, poi Sovrintendente dei Musei Imperiali nel 1870.
Fino alla caduta dell'Impero, in questa veste svolse un ruolo molto importante nella politica culturale, prendendo il posto di una sorta di Primo Ministro per gli Affari Culturali .
Su sua richiesta nel 1855, il pittore inglese William Wyld residente a Parigi esporrà alla sezione francese dell'Esposizione Universale, la seconda dopo quella di Londra del 1851.
Diventa responsabile di quattro musei: Louvre, Lussemburgo, Versailles, poi quello di Saint-Germain-en-Laye quando fu creato nel 1862. Le opere d'arte sono custodite sotto la sua responsabilità nei palazzi imperiali. Sovrintende inoltre alla commissione di dipinti, sculture e incisioni dai fondi della lista civile, nonché all'organizzazione dell'annuale Salon. Ha realizzato una difficile riforma della Scuola di Belle Arti.
È oggetto di molti attacchi da parte di artisti e critici, perché i suoi gusti lo portano verso l'arte antica e l'accademismo. Non fece acquisti da artisti già riconosciuti che non apprezzava, come Camille Corot o Gustave Courbet, di quest'ultimo nel 1854 rifiutò un ordine .
Nella primavera del 1867 autorizzò il pittore Claude Monet ad occupare diverse finestre del colonnato orientale del Palazzo del Louvre per dipingere, tra le altre vedute parigine, Le Quai du Louvre (oggi al museo municipale dell'Aia).
È anche senatore e consigliere generale dell'Aisne.

### La caduta dell'Impero e l'esilio
A Parigi, Nieuwerkerke viveva in un palazzo nel quartiere Monceau al 13 di rue Murillo 8º arrondissement, residenza-studio d'artista che fece costruire dall'architetto Hector-Martin Lefuel su un terreno acquistato dai fratelli Péreire nel maggio 1869, che fu completata un anno dopo, tre mesi prima del crollo del regime imperiale che lo costrinse a presentare le sue dimissioni a Léon Gambetta. Avvertito del suo imminente arresto, prese il treno solo e malato per Boulogne-sur-Mer, ma trovato privo di sensi nello scompartimento, fu trasportato a Saint-Valery-en-Caux dove chiese aiuto alla principessa Marie Cantacuzène (1821 - 1891), che aveva conosciuto nel 1862 presso la principessa Mathilde.
Venne accompagnato dalla figlia Olga (1843-1929) a Londra, dove in ottobre tentò di vendere al museo di South Kensington alcune delle sue piccole opere d'arte provenienti dalla sua straordinaria collezione di oltre 800 oggetti antichi, di cui non esiste elenco o inventario: pezzi di metallo e oreficeria, sculture, ceramiche, smalti dipinti, vetri, mobili, armi e armature del Medioevo e del Rinascimento tra cui 100 spade, 60 pugnali, 50 elmi, 15 armature o mezze armature, di cui l'unica conosciuta copia dell'intera bardatura gotica di uomo e cavallo (che ornava l'anticamera del gabinetto della Sovrintendenza alle Belle Arti).
Dopo aver venduto nell'aprile 1871 il suo hotel al collezionista americano William Henry Riggs per 188 500 franchi, a fine luglio a Parigi raccolse questa collezione e la fece trasportare a Londra, dove la vendette in agosto per 600 000 franchi a Richard Wallace, grande collezionista, amico della coppia imperiale, installato a Hertford House, una residenza che aveva trasformato in un museo. Nel luglio 1879, Nieuwerkerke gli fa visita mentre partecipa al funerale del Principe Imperiale ucciso un mese prima nel Regno Zulu.
Questi capitali gli permettono di cercare un luogo di esilio in Italia dove acquista nel maggio 1872 a Gattaiola, vicino Lucca la villa Burlamacchi, risalente al XVI secolo, dove vivrà i suoi ultimi vent'anni con le sue amiche le principesse Cantacuzène. Ricomincia una collezione più modesta di opere del Rinascimento italiano, ma vende rapidamente gli oggetti acquisiti.
Vi morì nel 1892 ed è sepolto nel cimitero di Lucca: su richiesta di Olga Cantacuzène, la sua tomba è stata decorata con un busto dello scultore Jean-Auguste Barre. Philippe de Chennevières (1820-1899), suo più stretto collaboratore, direttore delle Belle Arti, dimessosi nel 1878, gli dedicò un necrologio.
L'attuale proprietario di Villa Rossi conserva diversi ricordi francesi del Conte: fotografie anonime dei suoi busti ufficiali in marmo della coppia imperiale per realizzare medaglioni in porcellana biscuit di Sèvres (1853), quelli di Olga Cantacuzène (1863) e del marito Principe Lorenzo Altieri (1876 ?), quelli di una coppia di contadini lucchesi (1881) e ritratti ufficiali, tra cui quello a figura intera dell'Imperatrice (copia di quello di Winterhalter?).

## Onorificenze
Per la sua posizione elevata, il conte di Nieuwerkeke fu nominato sotto il Secondo Impero da molti ordini, in particolare:
- Grande Ufficiale della Legion d'Onore;
- Cavaliere di Seconda Classe dell'Ordine della Corona Ferrea;
- Gran Croce dell'Ordine di Vasa;
- Gran Croce dell'Ordine di Vila Viçosa;
- Gran Croce dell'Ordine di Carlo III di Spagna;
- Gran Croce dell'Ordine di Leopoldo;
- Gran Croce dell'Ordine dei Médjidié;
- Gran Croce dell'Ordine della Corona di Quercia;
- Gran Croce dell'Ordine dei Santi Maurizio e Lazzaro.